# Pure Noise Records
La Pure Noise Records è un'etichetta discografica statunitense con sede a Berkeley, in California.

## Storia
La Pure Noise è stata fondata da Jake Round nel 2009 mentre era un editore all'AMP Magazine; l'autunno precedente, i suoi amici nella band No Bragging Rights gli dissero che stavano cercando una nuova etichetta, e Round stesso ha espresso interesse nel pubblicare l'album. Prima di questo, Round ha avuto una piccola lavoro come tirocinante alla Fat Wreck Chords. Mentre l'etichetta aveva pubblicato solo cinque album alla fine del 2010, dal 2014 alcune delle band appartenenti alla Pure Noise si sono esibite sul palco principale del Warped Tour, e altre hanno venduto quasi 50 000 copie dei loro album. Complessivamente, il catalogo dell'etichetta ha venduto oltre 280.000 dischi fino al marzo 2014.

## Artisti
Artisti che sono o sono stati sotto contratto con Pure Noise Records al 10 marzo 2022.
Attuali
- Action/Adventure
- Alex Melton
- The Amity Affliction
- Bearings
- Belmont
- Born Without Bones
- The Bouncing Souls
- Can't Swim
- Carpool Tunnel
- Casa Loma
- Chamber
- Cold Moon
- Cory Wells
- Counterparts
- Devon Kay & The Solutions
- Dollar Signs
- Drug Church
- Eastwood
- Elder Brother
- First Blood
- Four Year Strong
- Grumpster
- Hawthorne Heights
- Inclination
- Just Friends
- Knocked Loose
- Knuckle Puck
- Less Than Jake
- Like Pacific
- Lurk
- Masked Intruder
- Microwave
- Mnys
- Moon Tooth
- No Bragging Rights
- Prince Daddy & The Hyena
- Real Friends
- Red City Radio
- Rotting Out
- Same Side
- Sanction
- The Seafloor Cinema
- Seahaven
- Seaway
- Senses Fail
- SeeYouSpaceCowboy
- State Champs
- Sharptooth
- Spanish Love Songs
- The Spill Canvas
- Stick to Your Guns
- The Story So Far
- Strike Anywhere
- Terror
- Thoughtcrimes
- UnityTX
- Violent Soho
- The Warriors
- With Honor
- Year of the Knife
- Youth Fountain

Passati
- All Shall Perish
- A Loss for Words
- Alex Correia
- The American Scene
- Boston Manor
- Brigades
- Casey Bolles
- Counterparts
- Create Avoid
- Daybreaker
- Forever Came Calling
- Front Porch Step
- Gates
- Gnarwolves
- Handguns
- Heart to Heart
- Hit the Lights
- I Call Fives
- Jule Vera
- Landscapes
- Living with Lions
- Man Overboard
- Misser
- My Iron Lung
- Transit
- Troubled Coast
- Reggie and the Full Effect
- Second to Last
- Sights & Sounds
- Speak Low If You Speak Love
- To The Wind
- Vanna
- Matthew Vincent